# La Galarza
La Galarza är en ort i Mexiko.   Den ligger i kommunen Izúcar de Matamoros och delstaten Puebla, i den sydöstra delen av landet, 110 km sydost om huvudstaden Mexico City. La Galarza ligger 1 396 meter över havet och antalet invånare är 4 063.
Terrängen runt La Galarza är kuperad åt sydväst, men åt nordost är den platt. Runt La Galarza är det ganska tätbefolkat, med 104 invånare per kvadratkilometer. Närmaste större samhälle är Izúcar de Matamoros, 7,4 km söder om La Galarza. Omgivningarna runt La Galarza är en mosaik av jordbruksmark och naturlig växtlighet.